# Pryderi (gud)
Pryderi, son till Pwyll och Rhiannon, är en figur i den walesisk-keltiska mytologiska cykeln Mabinogion. Pryderi är den ende figur som finns med i samtliga fyra grenar av egentliga Mabinogion och det spekuleras i om sagan egentligen handlar om Pryderi.
I första grenen, Pwyll, prins av Dyfed (Pwyll Pendefig Dyfed), föds Pryderi men försvinner strax efter födseln. Han adopteras av Teyrnon och hans fru, som ger honom namnet Gwri Wallt Euryn  ("Gwri Gyllenhår"), och växer hos dem upp till vuxen man på bara sju år. Teyrnon inser till slut vem Gwri/Pryderi egentligen är, och återför honom i slutet av denna gren till sina föräldrar.
I den andra grenen, Branwen, Llyrs dotter (Branwen ferch Llŷr) nämns Pryderi bara väldigt flyktigt som en av sju överlevande till Brâns fälttåg till Irland.
I den tredje grenen, Manawydan, Llyrs son (Manawydan fab Llŷr ), gifter sig Pryderi med Cigfa, dotter till Gwyn Gloyw, och blir efter sin fars död härskare över Dyfed i södra Wales. Han bjuder Manawydan till sig, och gifter bort sin mor med honom. När Pryderi, Cigfa, Manawydan och Rhiannon bestigit ett magiskt berg förtrollas Dyfed och förvandlas till ett öde land. De flyr till England, men tvingas tillbaka. Under en jakttur finner Pryderi och Manawydan ett magiskt slott. Pryderi går in, rör vid en magisk bägare, och förtrollas. Rhiannon följer efter, men blir kvar i slottet som försvinner. Till slut lyckas Manawydan få den skyldige, Llwyd ap Cil Coed, att lyfta besvärjelsen, varvid Pryderi och Rhiannon återvänder och Dyfed blomstrar igen. 
I den fjärde och sista grenen, Math, Mathonwys son (Math fab Mathonwy), dödas Pryderi av Gwydion som vill komma åt Pryderis magiska grisar.
Mysteriesagorna kring Pryderi och hans tidiga rike rymmer flera av arketyperna från den keltiska sagovärlden: här finns bland annat ett ödelagt land och ett förtrollat slott.
De etmylogiska studierna kring namnet Pryderi cirklar kring de ord Rhiannon yttrar när hon återser Pryderi sedan han blivit bortförd den första gången, "escor uym pryder im" vilket antagligen betyder 'lättnad från min förlust'. Vissa forskare menar att Pryderi då betyder just förlust.